# 深圳交通
深圳市，作为一个市辖区城镇常住人口超过一千万的超大城市，交通系統也具相當規模，相對複雜。
深圳海运、河运、陆路、航空运输俱全，城市公共交通也颇为发达，是广东省的重要交通枢纽城市，也是南中国的交通中心之一，其地位仅次于广东省省会广州。深圳毗邻香港，设有中国数量最多的出入境口岸，出入境人员和车流量均属中国第一。随着珠三角区域交通一体化和高速公路联网的实现，深圳作为泛珠三角区域交通枢纽城市的地位进一步巩固。

## 航空

### 航空公司
- 深圳航空

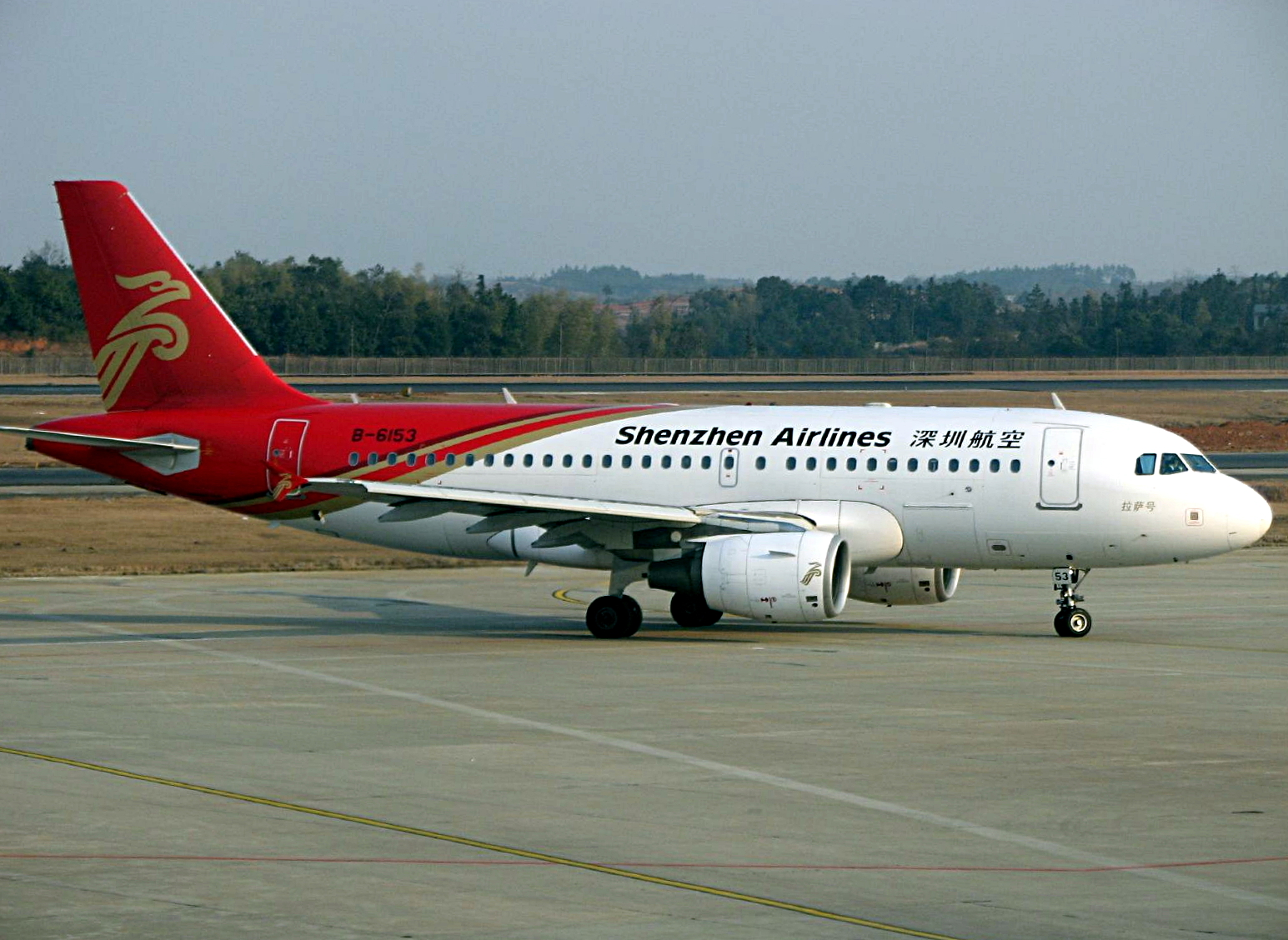
深圳航空公司的飞机

1992年成立的深圳航空公司是中国重要的航空公司之一，控股股东为中国国际航空股份有限公司、深国际全程物流(深圳)有限公司等四家，主营航空客、货运输，兼营旅游。深圳航空公司为国际星空联盟成员，在中国国内控股河南航空、昆明航空、翡翠航空，主要机型有波音747、737，A320、A319等，飞机总数超过100架，辟有160多条国内、国际航线，枢纽机场为深圳宝安国际机场。
- 东海航空

东海航空于2002年11月在珠海注册成立，2004年将基地迁至深圳宝安国际机场，2006年9月19日首航，主要以国内货运业务为主。于2014年3月开始运营以深圳宝安国际机场为基地的客运航班。

### 機場

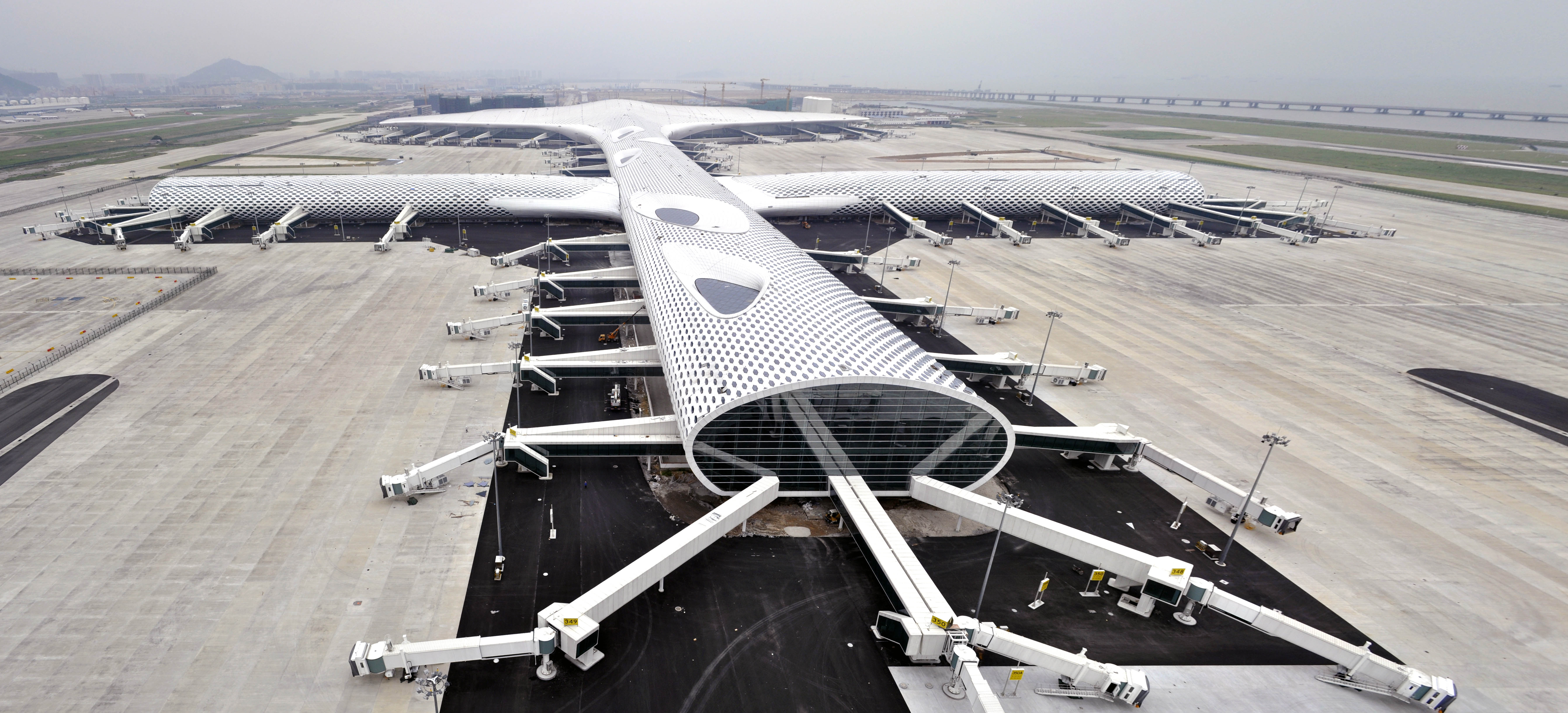
深圳机场T3航站楼

宝安国际机场是中国第一个实现海、陆、空联运和采用过境运输方式的现代化国际空港，为中国最繁忙的机场之一，共有35家国内及国外航空公司进驻，开设航线130条，还辟有至澳门的直升机航线。2010年，机场客运量为2671.3万人次，货邮80.9万吨，仅次于首都国际机场、上海机场、广州白云机场，列中国第四位。2011年7月，跑道长度3800米、飞行等级为4F的深圳机场第二跑道建成启用，可起降世界最大的A380客机。

## 航运

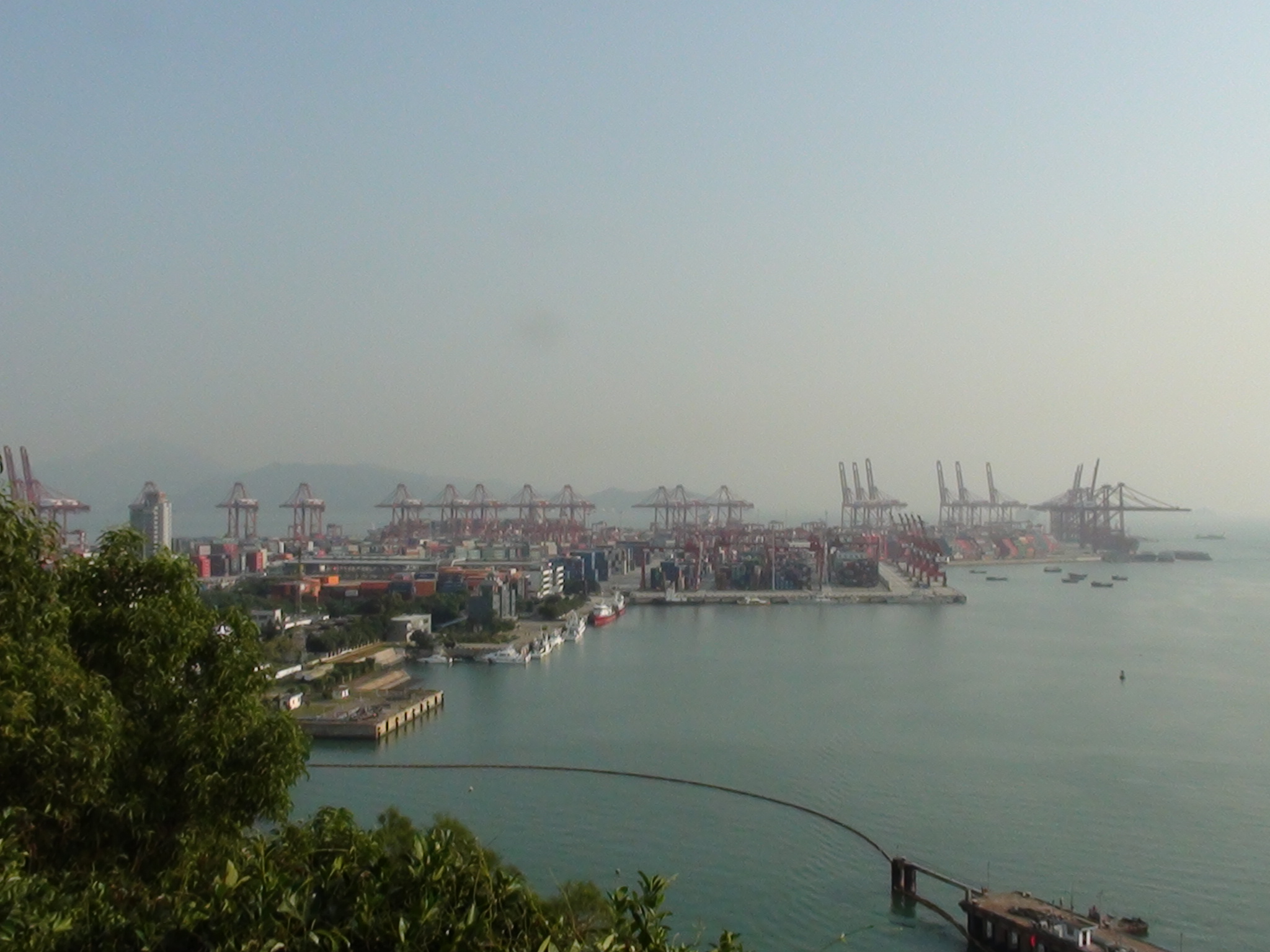
深圳西部港区之赤湾货柜码头

盐田港、赤湾港、蛇口港是深圳的海运港口，截至2010年底，深圳共有港口泊位176个，万吨级及集装箱泊位分别达69个和44个。全球40多家航运公司在深圳开设了230余条航线，期中亚洲92条、美洲60条、欧洲57条、非洲14条、澳洲7条，航线通达100多个国家的300余个港口。深圳港还在中国大陆沿海辟有8条内贸航线。2010年，深圳港货物吞吐量和集装箱运输分别为2.2亿吨和2251万标箱，集装箱吞吐量列世界第四位。

### 港口
- 蛇口邮轮中心（前蛇口客運碼頭）
- 深圳机场碼頭
- 鹽田碼頭
- 赤灣碼頭
- 媽灣碼頭
- 內河碼頭
- 東角頭碼頭
- 大铲湾码头
- 下桐沙漁涌碼頭

蛇口港客运码头为深圳的主要客运码头，并兼顾出入境检疫。码头每日有大量定期航班往返香港中环、中港城、香港机场以及澳门和中国珠海市。该港原有至海南省海口市秀英港的定期航班“梧桐山号”客滚海轮，后因经营成本上升及航空分流客源而于2005年6月被迫停航。深圳机场福永码头是深圳的另一海上客运站点，有航班直航香港机场和香港中环。

## 铁路

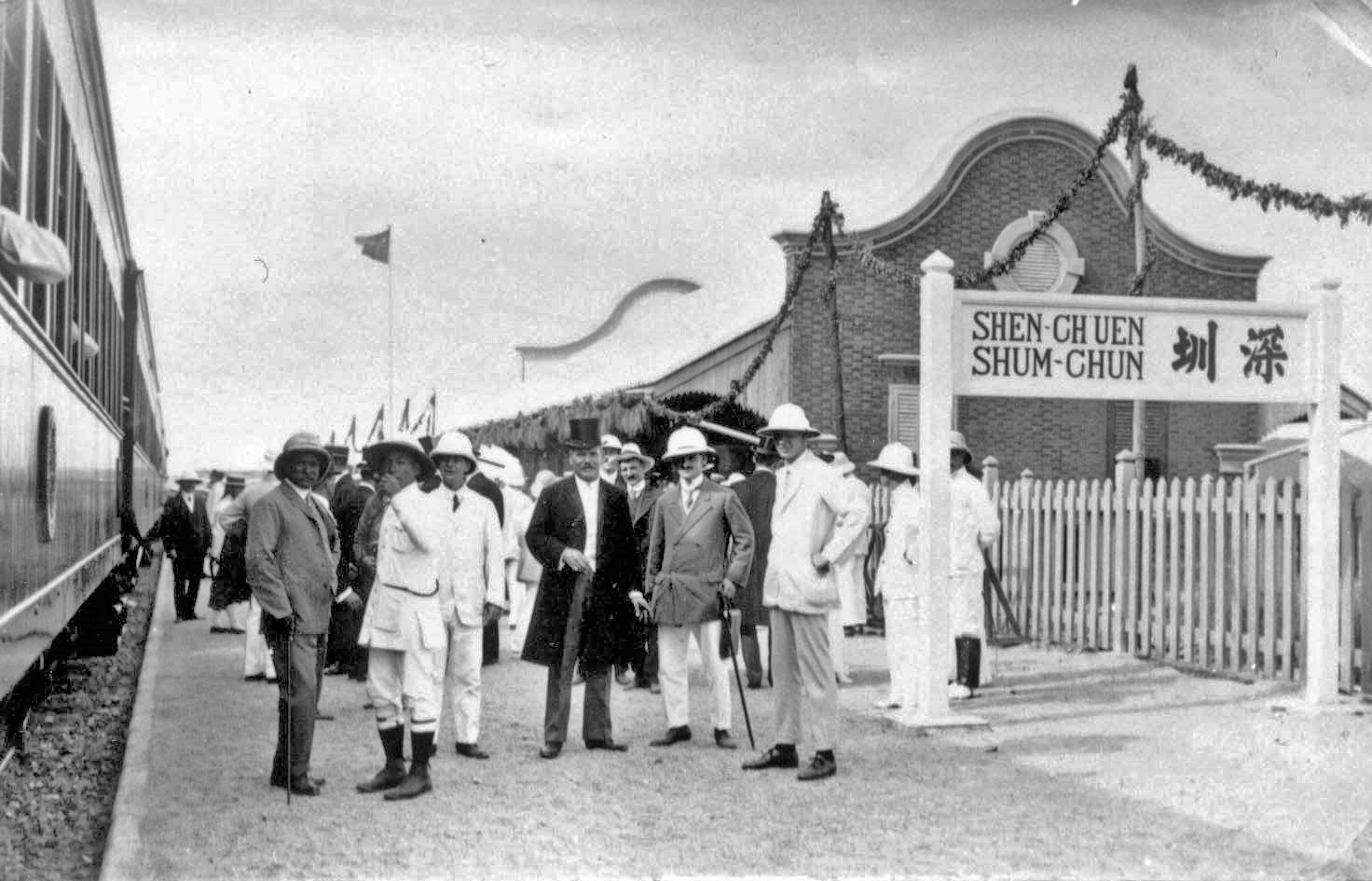
1911年10月，广九铁路通车，蒸汽火车抵达深圳站。

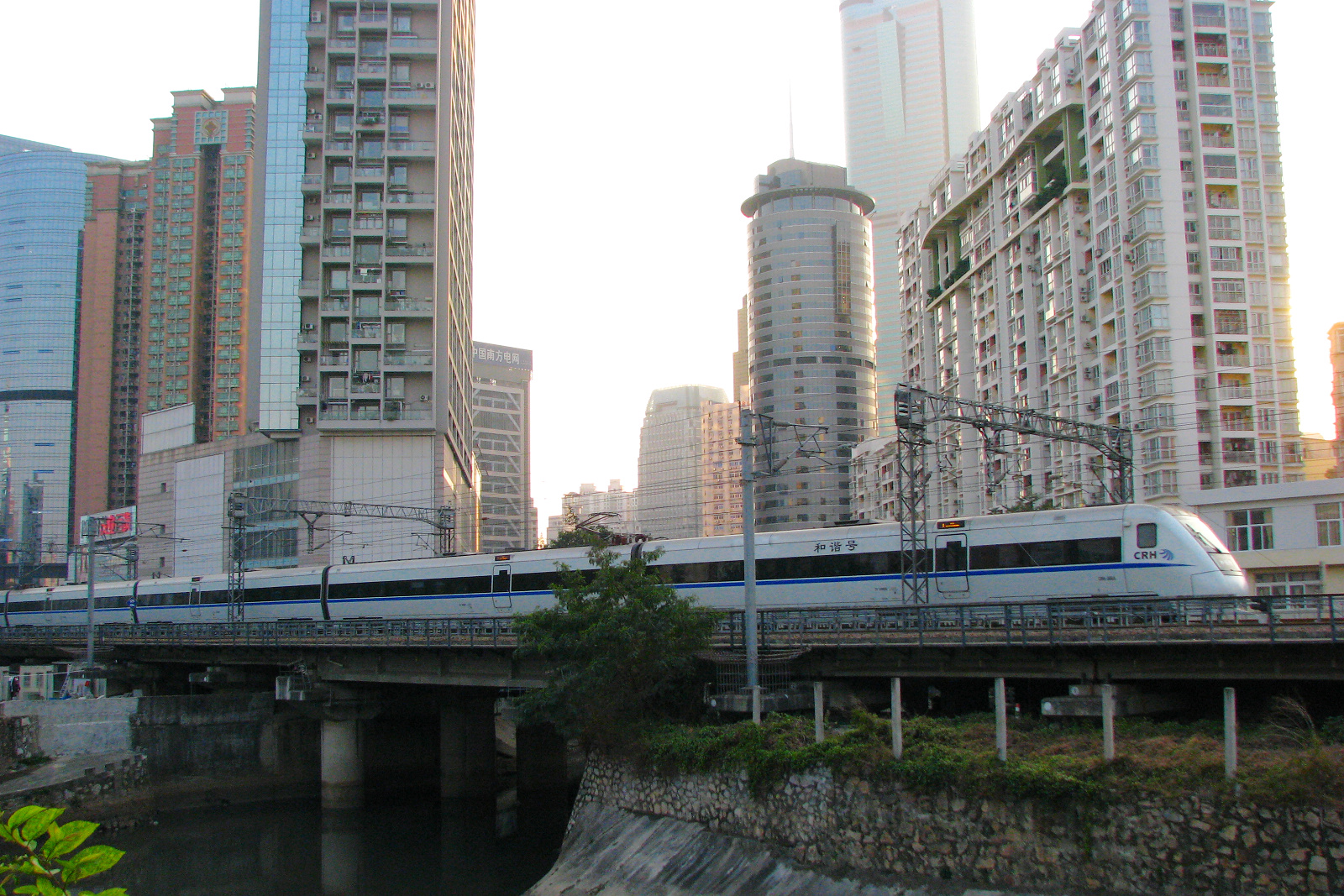
在广深铁路上运行的动车组列车

深圳是中国大陆铁路交通发展较早的地区之一。1898年，英国获得广九铁路贷款权后，便着手修建广九铁路。从1907年开始分段修建，一段为广九铁路华段（即现在的广深铁路），另一段为广九铁路英段（即现在的东铁线），两段总里程为178公里，合称“广九铁路”（香港一般称“九广铁路”），于1911年10月贯通。现在，广深铁路和京九铁路是深圳的重要铁路干线，而广深铁路在广州与中国铁路大动脉京广线接驳。经京广线和京九线，深圳火车站直通站点沿线各主要城市，并有前往香港红磡站的城際直通車12对。高速铁路方面，廣深港高速鐵路广州南站至香港西九龙站、厦深铁路、赣深客运专线已经全部建成，是深圳市对外连接的重要铁路，并有深茂铁路，穗深城际铁路等在建。位于深圳龙华区的深圳北站是深圳的高铁枢纽站，也是华南地区的铁路客运枢纽。截至2015年底，深圳的主要铁路站点有：深圳站、深圳北站、深圳西站、福田站、深圳东站、笋岗站和平湖站，平湖站亦设有列车编组站。未来会于平南铁路上的西丽站与机场北设高铁站，并拆除深圳西站。

### 城际铁路
2021年，深汕高速铁路开工，该铁路同时承担国家中长途高速铁路功能和深圳与深汕合作区间高频高速城际功能，深惠、深大、穗深城际铁路（前皇段）、深惠城际大鹏支线4条城际铁路也将于2021年开工建设。

## 公路

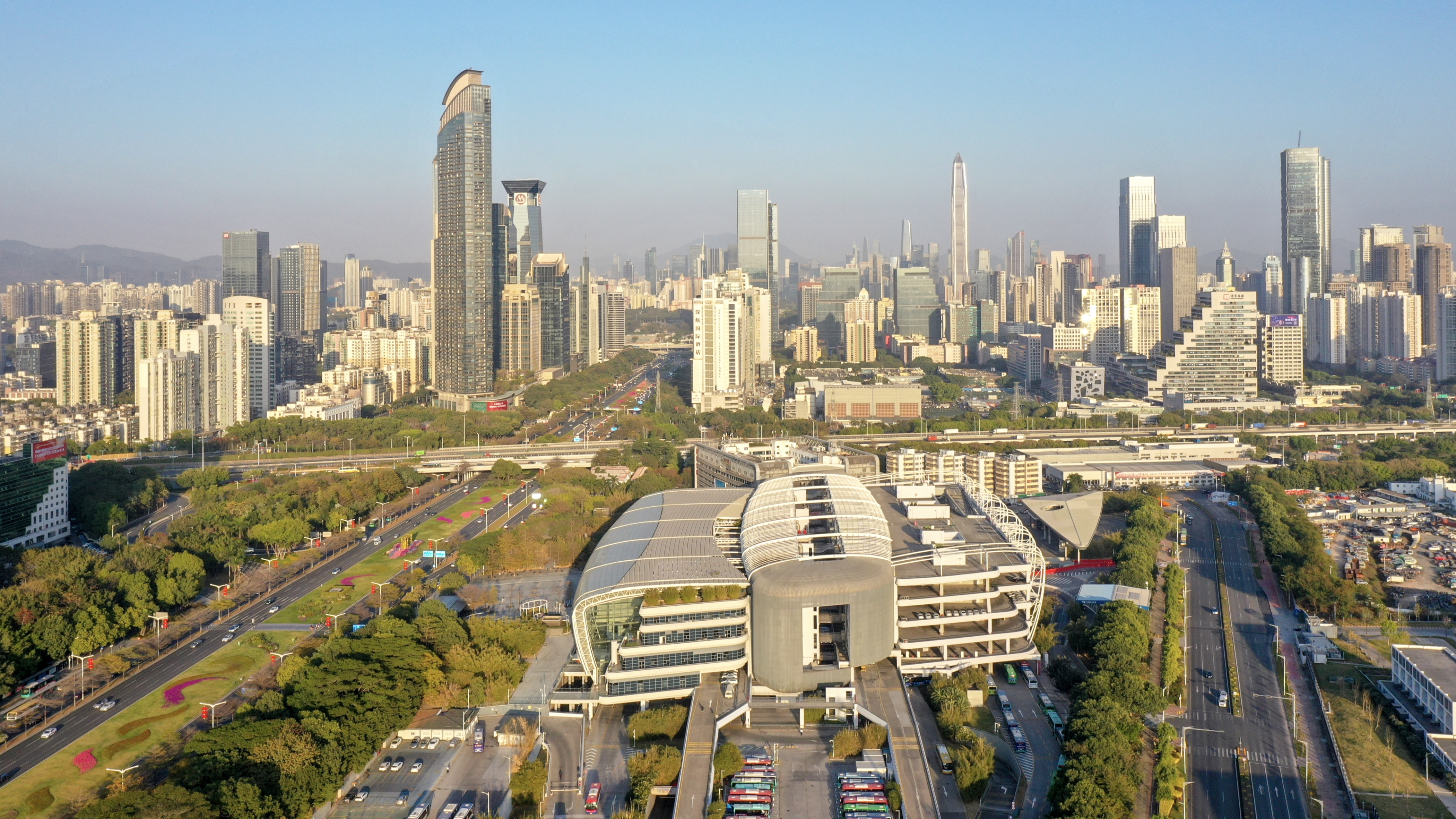
深圳福田客运站，深圳跨城公共运输枢纽之一。广深高速深圳（图中横向道路）与深南大道（左侧纵向道路）在此交汇，此处立交桥为竹子林立交

### 道路
深圳市区内的交通干道宽阔，多数道路为双向6车道，如加上辅道，许多路段为双向10车道或12车道，有些达双向14车道（含辅道），路旁和中央分隔道大都綠化。但交通繁忙时仍然拥堵严重。梅林关、布吉关为关内外交通的主要关口，时常发生交通拥堵。罗湖地区为老城区，东门、华强北等地道路相对狭窄，人流密集，亦为交通拥堵黑点。宝安的107国道车流密集，时常行车速度慢，石岩街道车道狭窄，车流杂乱，时常拥堵。主干道有东西向的深南大道、滨海大道（及滨河大道）、北环大道等；南北向的有月亮湾大道、南海大道、香蜜湖路、新洲路、皇岗路、红岭路、文锦路、沿河东路等。

### 公路

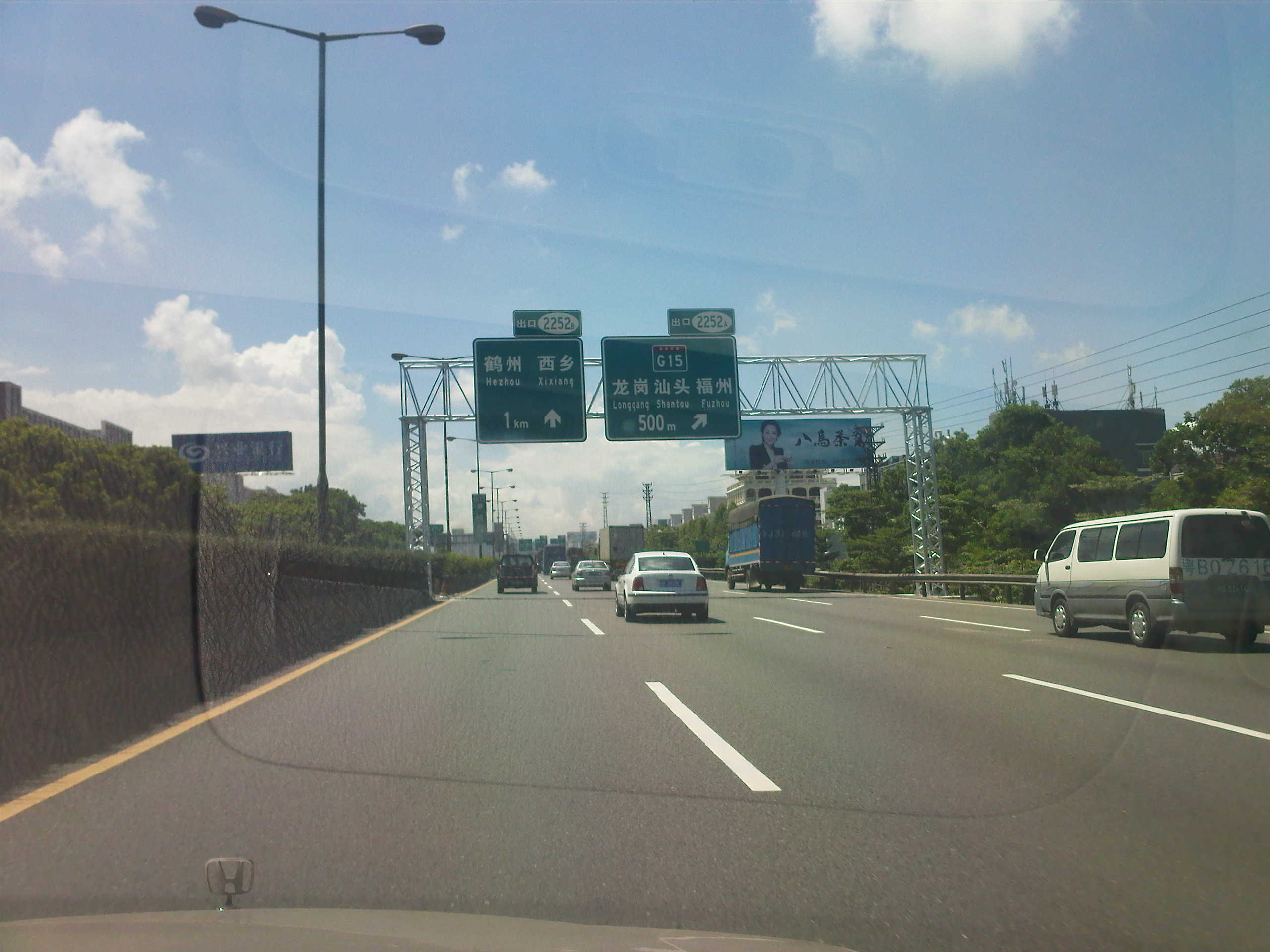
京港澳高速公路深圳段

深圳公路交通四通八达，高速公路可通达珠三角各城市，长途客运班线延伸到广东省内各市县及20多个外省城市，并有直通车开往港澳。
深圳对外交通干线主要有：
- 南北向的 107国道、 205国道、 京港澳高速公路、 广深沿江高速公路、 南光高速公路、 龙大高速公路、 梅观高速公路、 武深高速公路等；
- 东西向的 南坪快速路、 沈海高速公路（机荷高速、深汕高速公路）、 深圳外环高速公路等。

广深高速公路（主要為 京港澳高速公路廣深段）是中国较早建成的高速公路之一，全长123公里，双向6车道，由香港商人胡应湘与广东省政府合作兴建，1994年7月建成试行通车，1997年全线运营。此外， 广深沿江高速公路（广深第二高速公路）也於2013年12月28日全線通车。目前正在规划建设深中通道（为 深岑高速公路的一部分）以缩短深圳与珠三角西部地区的行车时间，以及紓緩虎門大橋（为 莞佛高速的一部分）的塞車問題。

### 公路收费问题
深圳市内有多条高速公路穿行，如广深高速、南光高速、清平高速等，驾车人需要在入口处领卡，出口处交卡缴费。广东省核定的收费标准是每公里0.60元人民币，而深圳有些路段的实际收费情况远远超过了此标准，有的甚至翻番，更有司机抱怨有些不具备高速公路收费标准的路段也照样收费，而且还要超标准收费（如1.2公里的路段收费3元，合每公里2.5元）。对于司机所指的某些路段收费过高问题，高速公路运营方的解释是，汽车在高速公路上的实际行驶距离不是入口与出口之间的距离，而是要算上通往高速公路的引路、立交桥、匝道上所行使的道路长度，并称收费标准合法，不属于乱收费。2011年前，深圳的许多非高速公路也设有诸多的收费站，但截至2011年年底，随着马田、水田最后两个非高速公路收费站的撤销，全市已经没有了非高速公路收费站。而隨著龍華區的發展，梅觀高速在龍華新區南段也被政府贖回，收費站北移，以加速該區發展。

### 一、二線關連接
深圳發展初期，由於深圳經濟特區區內（俗稱一線、關內）和區外（俗稱二線、關外）制度和政策有別，連接一、二線的道路，在經濟特區區界都設有檢查站（如寶安大道的新城檢查站、廣深公路的南頭檢查站、廣深高速公路的同樂檢查站、梅觀高速公路的梅林檢查站、深惠公路起點的布吉檢查站等），人們出入深圳經濟特區，都需經過檢查。部分道路因需跨過特區管理線而沒有興建連接關內外的道路。
2010年，國務院批准將寶安及龍崗兩區劃入深圳經濟特區，把特區範圍擴大至深圳全市，這些檢查站停止運作，但因檢查站佔地不少，也位處行車道中央，汽車經過都需要減速，而為方便管理，連接關內和關外的道路不多，因此這些檢查站往往成為交通樽頸。
近年，市政府已進行多種改善措施，以改善關內、外交通連接，如興建地鐵連接關內、外，興建新道路（如連接龍華區和福田區的新彩隧道、連接龍崗區和羅湖區的丹平快速路），及打通關內外的道路（如連接寶安區的洪浪北路和南山區的留仙大道）。2015年6月4日晚，深圳启动二线关口交通改善工程，对包括南头关、布吉关等在内的16个二线关口进行拆除车检通道查验设施等工程。

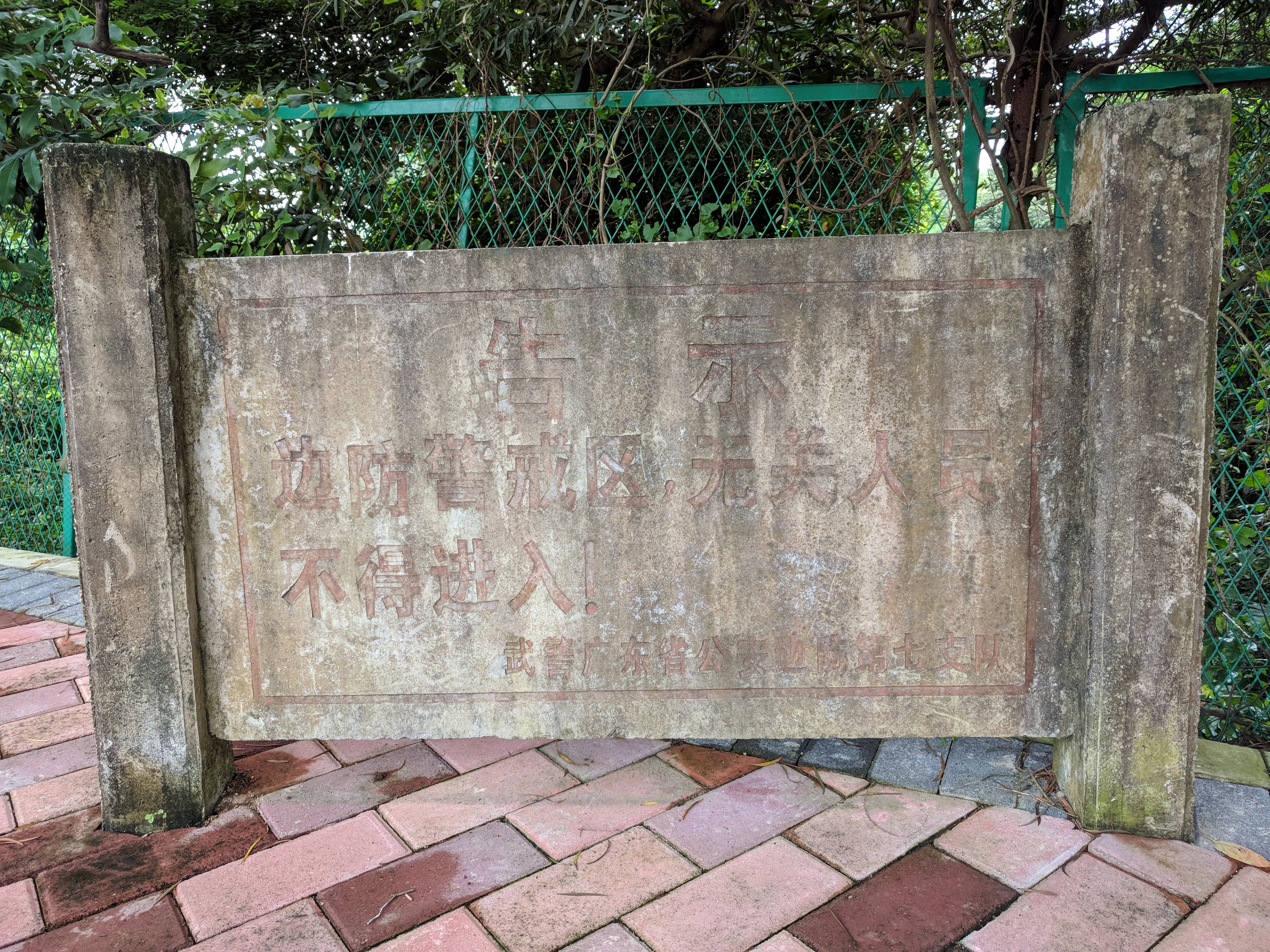
二线巡逻道上的告示

## 公共運輸
深圳公共交通发达，有地铁、公交汽车、出租车等多种交通工具；在龙岗区和宝安区的公交车站、商业区、地铁站口与工业区，还有大量的私人电动自行车进行短距离载客，政府部门视这些车为非法營運車輛，可能被交警没收。深圳通是在深圳用于公共交通支付的一种储值卡，可在地铁和大部分公交巴士上完成非现金形式的车资支付，还可在部分超市及便利店用于小额购物支付。有普通卡和学生卡之分。目前全部公交和地铁也可使用银联卡（闪付）和交通联合卡，岭南通支付。
深圳公交的运营时间大部分在早上6点至晚上23点之间，車費在2元至10元之間（使用深圳通可享折扣優惠），全市公交均是空調。1992年深圳曾首创中国公交车无人售票，但只有一部分线路公交实行无人售票，1996年又率先将非接触式IC卡（深圳通）用于公交支付，引发全国公交收费模式的重大变革。2011年，深圳的出租车总数为20000辆左右，分为红色和绿色两类，红色可行驶深圳二线关内外，而绿色只能在二线关外运营。深圳近年还推出了由本地比亚迪汽车公司生产的电动汽车投放出租车市场，并已在2018年12月基本实现电动化。全市所有出租车大多24小时运营，但交通高峰及恶劣天气时打车比较困难。

為減少公交受塞車影響，不少道路都設有公交專用線，主要設在道路的最右線。

### 云巴

#### 坪山云巴1号线
为深圳市坪山区在建的胶轮有轨电车项目，起自坪山高铁站，终至比亚迪站，共设车站11个，于2022年通车。

#### 空港新城云巴示范线L1线
该项目于2019年发布了环评公告。2020年，空港新城云巴示范线 L1 线工程（施工图审查）发布。

#### 龙岗区小运量轨道交通
该项目于2020年发布了可行性研究和勘察设计总体总包公告。于2020年8月进行了首期示范线项目施工、监理、造价咨询、施工图审查等招标代理采购公告，于2020年12月25日列入深圳第三期开工项目并集中启动。2022年，因政策调整，该云巴中止建设。

#### 大浪时尚小镇云巴线
该项目于2021年开工，但环评却在2022年才予以通过，而2023年政府部门的回复的“正进一步论证必要性和紧迫性”，意味着该项目能否实施存在不确定性。

### 地铁
地铁是深圳的重要公共交通工具之一。深圳地铁一期工程于1998年开工，包括1号綫首通段和4号綫南段，并于2004年12月28日通车。地铁通车后，深圳成为中国大陆继北京、天津、上海、广州后第五个拥有地铁的城市。
截止2023年12月，深圳地铁已有16条线路、369座车站投入运营，运营总里程555.39公里，日均客流742.72万人次（2023年），约占深圳市公共交通客流量的70.9%，对缓解深圳市的交通压力起到了显著作用。
|          |           |                |                |                 |                 |               |        |                                      |           |           |  |  |
| 线路名称 | 线路名称  | 首段通车日期   | 最近延长日期   | 起点站 / 终点站 | 起点站 / 终点站 | 長度 （千米） | 车站数 | 车辆段/停车场                        | 列车 编组 | 最高 时速 |  |  |
|          | 1号线     | 2004年12月28日 | 2011年6月15日  | 罗湖            | 机场东          | 41.0          | 30     | 竹子林车辆段 前海车辆段              | 6A        | 80        |  |  |
|          | 2号线     | 2010年12月28日 | 2020年10月28日 | 赤湾            | 蓮塘            | 39.78         | 32     | 蛇口西车辆段 后海停车场              | 6A        | 80        |  |  |
|          | 3号线     | 2010年12月28日 | 2024年12月28日 | 坪地六聯        | 福保            | 52.33         | 38     | 横岗车辆段 中心公园停车场 坪地停車場 | 6B        | 100       |  |  |
|          | 4号线     | 2004年12月28日 | 2020年10月28日 | 福田口岸        | 牛湖            | 31.3          | 23     | 龙华车辆段 觀瀾停車場                | 6A        | 80        |  |  |
|          | 5号线     | 2011年6月22日  | 2019年9月28日  | 赤湾            | 黄贝岭          | 47.4          | 34     | 塘朗车辆段 上水径停车场              | 6A        | 80        |  |  |
|          | 6号线     | 2020年8月18日  |                | 科學館          | 松岗            | 49.4          | 27     | 长圳车辆段 民乐停车场                | 6A        | 100       |  |  |
|          | 6号线支线 | 2022年11月28日 |                | 光明            | 深理工          | 6.13          | 4      | 长圳车辆段 民乐停车场                | 6B        | 120       |  |  |
|          | 7号线     | 2016年10月28日 | 2024年12月28日 | 深大麗湖        | 太安            | 32.32         | 29     | 深雲車輛段 安托山停車場              | 6A        | 80        |  |  |
|          | 8号线     | 2020年10月28日 | 2023年12月27日 | 蓮塘            | 小梅沙          | 20.38         | 11     | 溪涌车辆段 望基湖停车场              | 6A        | 80        |  |  |
|          | 9号线     | 2016年10月28日 | 2019年12月8日  | 前湾            | 文錦            | 36.18         | 32     | 僑城東車輛段 筆架山停車場            | 6A        | 80        |  |  |
|          | 10号线    | 2020年8月18日  |                | 福田口岸        | 双拥街          | 29.34         | 24     | 凉帽山车辆段 益田停车场              | 8A        | 80        |  |  |
|          | 11号线    | 2016年6月28日  | 2024年12月28日 | 华強南          | 碧头            | 57.3          | 21     | 松岗车辆段 机场北停车场              | 8A        | 120       |  |  |
|          | 12号线    | 2022年11月28日 | 2024年12月28日 | 左炮台东        | 松崗            | 48.59         | 39     | 机场东车辆段 赤湾停车场 东宝河停车场 | 6A        | 80        |  |  |
|          | 13号线    | 2024年12月28日 |                | 深圳灣口岸      | 高新中          | 6.36          | 7      | 公明车辆段 內湖停车场                | 8A        | 100       |  |  |
|          | 14号线    | 2022年10月28日 |                | 岗厦北          | 沙田            | 50.34         | 18     | 昂鹅车辆段 福新停车场                | 8A        | 120       |  |  |
|          | 16号线    | 2022年12月28日 |                | 大运            | 田心            | 29.2          | 24     | 田心车辆段 龙城公园停车场            | 6A        | 80        |  |  |
|          | 20号线    | 2021年12月28日 |                | 机场北          | 会展城          | 8.43          | 5      | 機場北車輛段                         | 8A        | 120       |  |  |

### 公共汽車
深圳公交分为三層次公交，為快線、干線、支線三種。2023年，深圳市常规公交客流量为8.2亿人次。
普通公交编号方式:1-299系列是前特區內的公交路線；300-399系列為來往深圳特區關內外的路線；600系列和700系列為深圳寶安區内路線；800系列和900系列為龍崗區内路線。
3層次公交编号方式：E1－E99为快线巴士，多數採用旅遊客車規格的車輛行駛；M100－M599为干线巴士，多數採用一般公交車規格的車輛行駛；B600－B999为支线巴士，多數採用小型車輛行駛。另外也有夜間路線，以N字頭命名。
根據深圳市政府政策，特區關內所有公交小巴已在2006年7月1日起撤離，並由其他公交大巴的服務替代。
由於地理關係，深圳部分公交路線成為跨市路線，东莞、惠州的公交企业亦开行往来深圳原特区外的跨市公交路线。
為提倡環保，深圳三大公交专营公司已于2017年实现车辆纯电动化，在公交總站興建充電站為公交車提供能源。

### 的士
2018年12月前，深圳的士分为红色及绿色两种：
- 红色的士（俗称“红的”）可在全市范围内行驶。车身为蓝白相间的比亚迪e6电动的士及黑绿色的吉利TX4（英语：TX4）无障碍的士与红色的士性质相同。
- 绿色的士（俗称“绿的”）只能在原特区外（宝安区、龙华区、龙岗区、坪山区、大鹏新区、光明新区）经营，不能进入特区内。车身为绿白相间的比亚迪e6电动的士与绿色的士性质相同。

2018年12月20日，深圳市福骏通公司的最后一批共141辆绿色出租车全部退出市场，自此深圳绿色出租车正式终止服务。目前深圳已不再实行分区域经营，所有车辆均为蓝白相间的比亚迪的士，所有的士均可行驶深圳全部区域。
目前，深圳的士运价如下：
| 起步價格 | 起步里程 | 超过起步里程后价格 （里程价） | 候时费（慢速等候费） | 返空费                                                       | 夜间附加费（23時—次日6時） |
| -------- | -------- | ----------------------------- | -------------------- | ------------------------------------------------------------ | -------------------------- |
| 10 元    | 2.0 公里 | 2.7 元/千米                   | 0.8 元/分钟          | 20-35公里部分按里程价加收30% 35公里及以上部分按里程价加收60% | 按起步价和里程价的30%加收  |

- 每日23时30分至次日6时，从深圳机场巡游车轮排候客区出发的，每运次加收15元重点区域特殊时段附加费；从深圳北站巡游车轮排候客区出发的，每运次加收5元重点区域特殊时段附加费。
- 春节期间（除夕0时—年初六24时），每运次加收10元春节附加费。
- 提供出租车电召服务的，每运次最高收费6元，具体收费标准由巡游车经营者与服务平台协商确定。
- 体积超过0.2立方米、重量超过20公斤的大件行李，每件加收0.5元。
- 出租车经过合法批准收费的路段或设施（包括过桥、过路、过渡、过隧道等）的费用由乘客支付。

深圳市自2017年5月5日起执行统一的巡游出租车运价，系首次实现“同城同价”，后续在2021年8月20日调整巡游出租汽车运价。此前，深圳市的红色出租车和绿色出租车在收费上有较大区别，相较而言，红色出租车收费更高。

## 公共交通管理

### 潮汐车道
深圳首次在新洲路北往南莲花路与红荔路区间实施潮汐车道。经过约两周的路面通行短期测试，深圳市在此路段实施为期6个月的正式潮汐车道，于工作日早高峰期间启用。为此，交通管理部门加设了南往北禁行的控制灯、喷绘内测道路标识。
随后在红荔路-皇岗路口西行方向、红荔路-华富路口东行方向增加局部潮汐车道。

### 左转待行区
左转待行区是轻微提高机动车通行能力的交通管理措施。对向同步开放交通灯指示通行时，左转车辆可越过停止线进入该待行区但不影响对向直行车流，等待交通灯放行时刻左转。共有18个路口设立了左转待行区：前海路与桃园路、桂庙路2个交叉口，南山大道与深南大道、桃园路、桂庙路等3个交叉口，皇岗路与振华西路、红荔路、笋岗路3个交叉口，彩田路与福中路、红荔路、华富路沿线3个交叉口，新洲路与莲花路、红荔路沿线2个交叉口，上步路与红荔路、深南中路、南园路3个交叉口，文锦路与爱国路、深南大道2个交叉口。

### 反转通行
为缓解深南大道-香梅路路口交通拥堵问题，2021年3月11日起，深圳交警在该路口实行反转通行，即将路段南行车流在香梅路-新闻路口引导至对向车道（原北行车道）、将路段北行车流在深南大道-香梅路口引导至对向车道（原南行车道），系中国首创。据当局测算，该路口实行反转通行后整体通行效率提升14.3%。

### 电摩问题
深圳历来禁摩，多数道路没有摩托车道。2020年以来解禁电摩后，电动自行车挤占狭窄的人行道，常与行人碰撞造成事故。